# József Tuza
József Tuza (3 de junio de 1926-27 de julio de 2008) fue un deportista húngaro que compitió en piragüismo en la modalidad de aguas tranquilas.
Ganó una medalla de plata en el Campeonato Mundial de Piragüismo de 1954, en la prueba de C2 1000 m. Participó en los Juegos Olímpicos de Helsinki 1952, donde terminó quinto en la prueba de C2 1000 m.

## Palmarés internacional
| Campeonato Mundial | Campeonato Mundial | Campeonato Mundial | Campeonato Mundial |
| Año                | Lugar              | Medalla            | Competición        |
| ------------------ | ------------------ | ------------------ | ------------------ |
| 1954               | Mâcon (Francia)    | Medalla de plata   | C2 1000 m          |